# 奧尼查
奧尼查（英語：Onitsha）是尼日利亞東南部阿南布拉州的城市、商業中心和河港，位於尼日爾河東岸，2005年人口561,106，原住民以伊博族為主。2006年2月，持有武器的武裝分子殺害超過24名伊斯蘭教徒和焚燒清真寺，作為至少18名基督教徒在丹麥日德蘭郵報穆罕默德漫畫事件中遇害的報復。